# Hannu-Pekka Parviainen
Hannu-Pekka Parviainen (Seinäjoki, 18 agosto 1981) è uno stuntman e personaggio televisivo finlandese.
Fa parte del noto gruppo di stuntman The Dudesons.

## Biografia
Insieme agli altri Dudesons partecipa nel maggio 2011 al rally Gumball 3000, vincendo lo Spirit of The Gumball Trophy. Dall'8 al 15 luglio 2011 prende parte al Bullrun Rally USA 2011, con partenza a Las Vegas e arrivo a Miami, in compagnia di Jukka Hildén, vincendo il Bullrun Order of Merit Award.

## Curiosità
- In un sondaggio è stato votato come il secondo Dudeson preferito dai fan, dietro al suo compagno e amico Jukka Hildén.
- È l'unico del gruppo a possedere una laurea, conseguita per poter diventare un insegnante di scuola elementare.[3]
- Secondo il sito ufficiale[4], è stato il primo a non poter più stipulare alcuna assicurazione sanitaria e sulla vita presso tutte le compagnie assicuratrici finlandesi, a causa della pericolosità dei suoi stunt.
- I suoi soprannomi sono: HP (diminutivo del nome), WallRiver, Bonebreaker e Mr. Sensitive mentre il suo motto è "Ei se satu" (Non fa male), riferito ai suoi stunt.

## Filmografia
- Maailmankiertue (in finlandese, 2001–2003)
- Duudsoni Elämää (in finlandese, 2004)
- The Dudesons (2006–)
- Dudesons movie (2006)
- Bam Margera Presents: Where The Fuck is Santa? (2008)
- Up (voce di Gamma nella versione finlandese, 2009)
- The Dudesons in America (2010)
- Jackass 3D, regia di Jeff Tremaine (2010)